# Victor-Amédée de Savoie (1699-1715)
Victor-Amédée de Savoie, prince de Piémont (Vittorio Amedeo Giovanni Filippo ; 6 mai 1699 – 22 mars 1715) est le fils de Victor Amédée II de Savoie, roi de Sardaigne, de Chypre et de Jérusalem, et d'Anne-Marie d'Orléans.

## Biographie
Frère de la reine d'Espagne Marie-Louise Gabrielle de Savoie et de la Dauphine Marie-Adélaïde de Savoie, il est un neveu du duc d'Orléans et de la duchesse de Lorraine et de Bar Élisabeth-Charlotte d'Orléans.
Peu après sa naissance, la mort du roi Charles II d'Espagne attise les ambitions des souverains européens et l'Europe plonge une nouvelle fois dans la guerre (guerre de succession). Comme le duché de Lorraine et le duché de Bar, le duché de Savoie est occupé par les troupes Françaises. Sa sœur la dauphine, son beau-frère le dauphin et son neveu le duc de Bretagne meurent en 1712. Sa sœur, la reine d'Espagne mourra en 1714.
La guerre prend fin en 1713. Le traité d'Utrecht donne à son père le royaume de Sicile et le prince devient l'héritier d'un véritable royaume.
Malgré sa jeunesse, des pourparlers diplomatiques ont tour à tour envisager de marier le jeune prince à l'archiduchesse Marie-Amélie d'Autriche, à l'infante Françoise-Josèphe de Portugal et à l'héritière des duchés de Parme, Plaisance et Guastalla Élisabeth Farnèse.
En 1715 (lire 1713), allant se faire couronner roi et reine de Sicile, son père souhaite confier la régence à sa propre mère, la duchesse douairière Marie-Jeanne-Baptiste de Savoie-Nemours qui avait déjà exercé la régence durant la minorité de son fils. La duchesse-douairière, âgée de 71 ans, refusa et le duc confia cette charge à son fils aîné.
Le jeune prince meurt peu après de la variole à Turin âgé 15 ans. Son frère Charles-Emmanuel lui succède en tant qu'héritier.

## Portraits

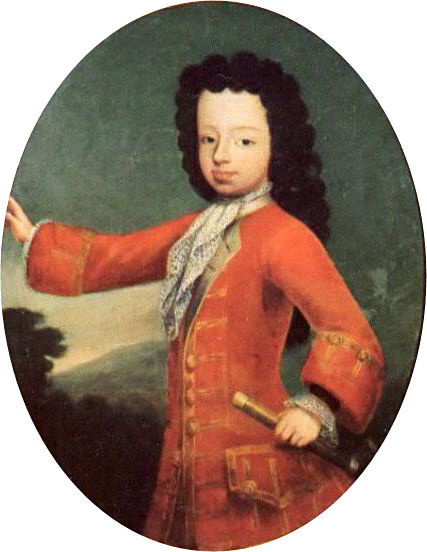
Victor-Amédée de Savoie, vers 1710, château royal de Racconigi.
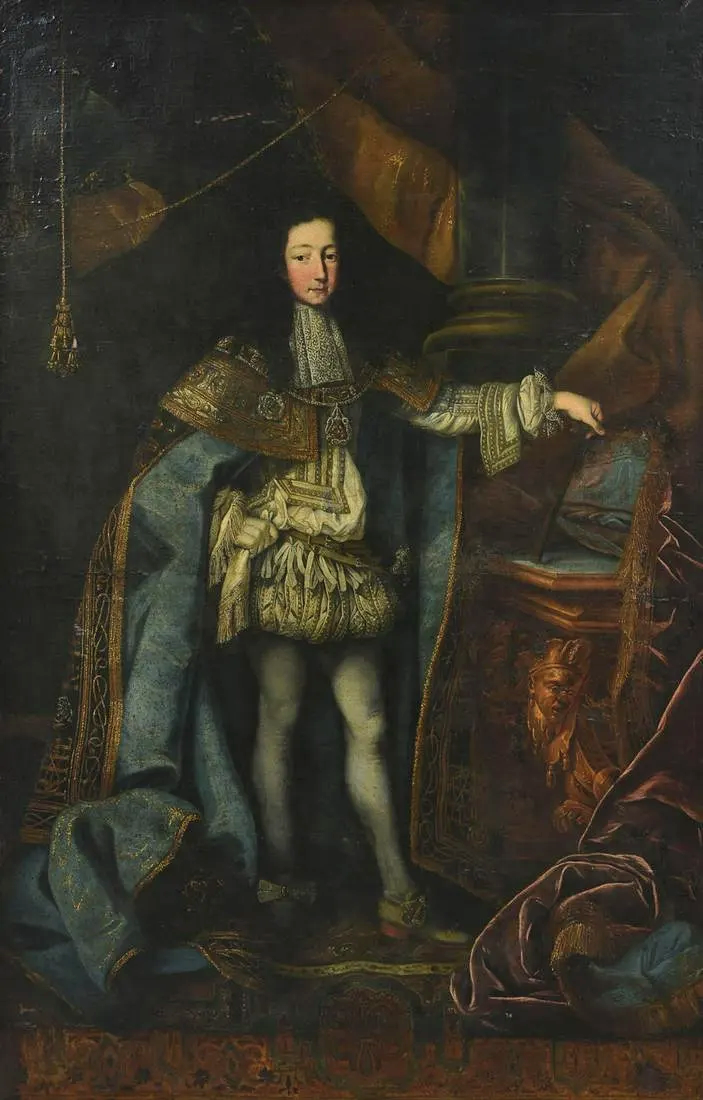
Victor-Amédée de Savoie, par un artiste anonyme.
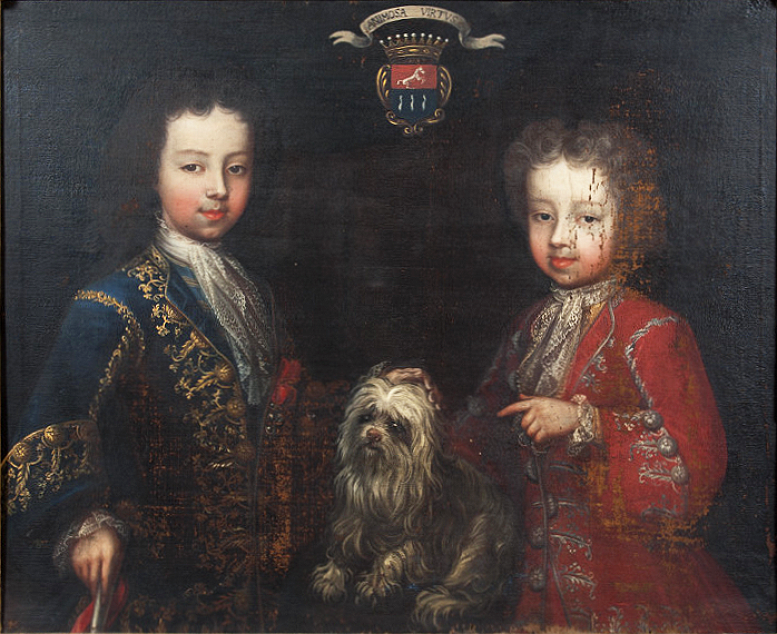
Victor-Amédée et son jeune frère Charles-Emmanuel III, futur roi de Sardaigne, enfants.
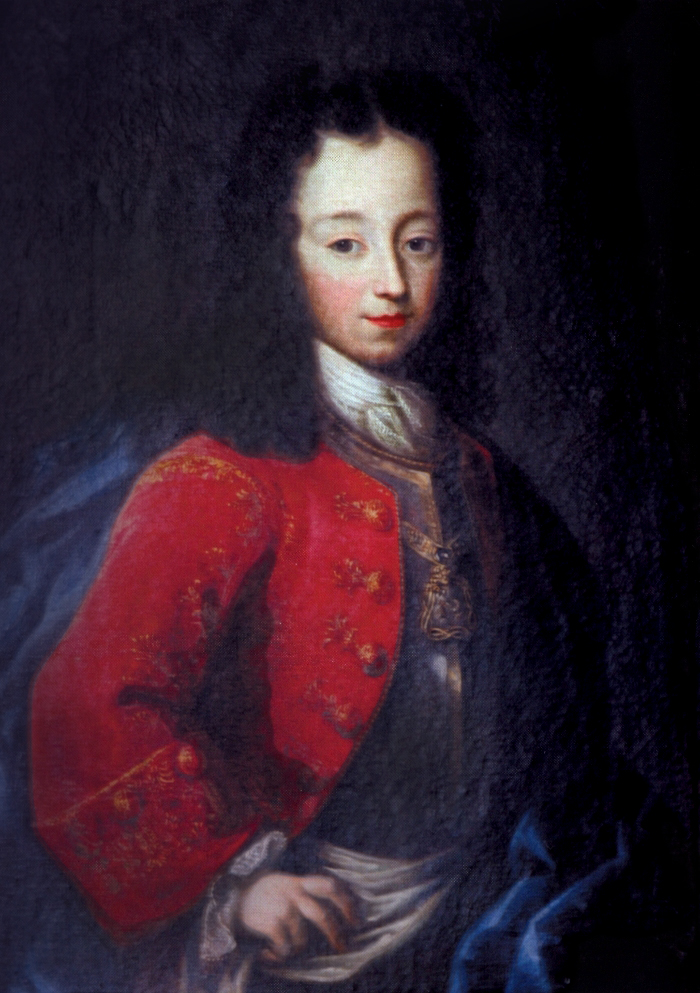
Victor-Amédée, prince de Piémont.
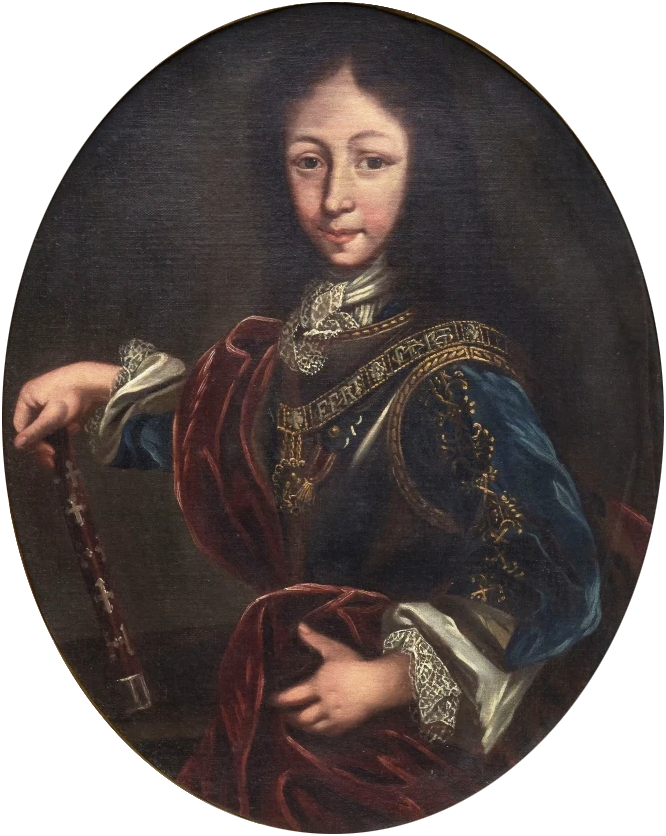
Victor-Amédée, École française du XVIIIe siècle.
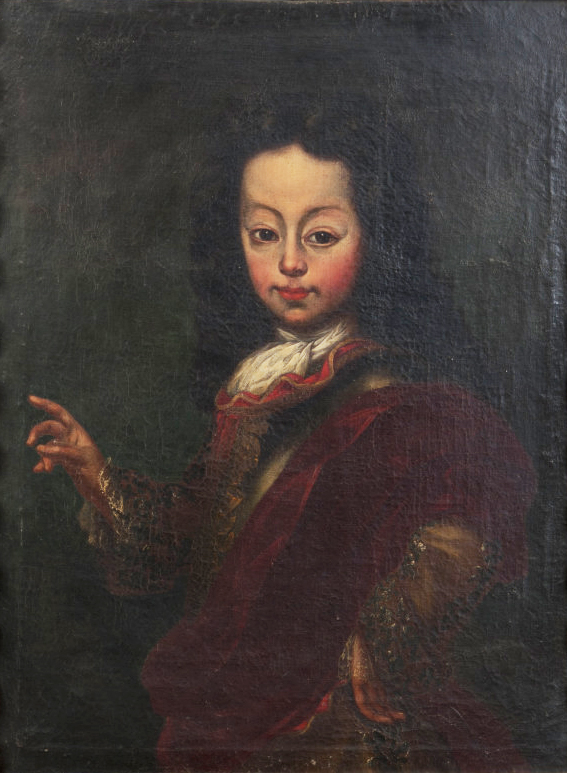
Victor-Amédée de Savoie.